# Stolidoptera
Stolidoptera este un gen de molii din familia Sphingidae. 

## Specii
- Stolidoptera cadioui Haxaire, 1997
- Stolidoptera tachasara (Druce, 1888)